# Zéphirin Benoit
Zéphirin Benoit, né le 5 mars 1850 à Saint-Jean-Chrysostome et mort le 29 septembre 1930, a été de 1888 à 1909 chef de la Brigade du feu de Montréal, appelée aujourd'hui le Service de sécurité incendie. Il est considéré comme l'un des plus grands chefs qu'ait eu ce service.

## Biographie

### Formation
Né à Saint-Jean-Chrysostome, en Montérégie, il fréquente l'école Saint-Rémi de Napierville. À 14 ans, il fait une fugue aux États-Unis où il continue ses études. Lorsqu'il revient au Québec quatre années plus tard, il occupe le poste de commis d'épicerie jusqu'en 1871. En 1871, il commence sa carrière de pompier au département du feu de la ville de Montréal.

### Chef de la Brigade du feu de Saint-Henri 1875-1888
En 1875 (il a 25 ans), il est nommé chef du département du feu à Saint-Henri. Deux ans plus tard, la ville de Saint-Henri fait des compressions budgétaires et coupe le poste de chef de police. Benoit et quatre pompiers assurent l'ordre. Benoit cumule les deux postes avec compétence durant une dizaine d'années. Le journal La Patrie écrit en 1881 : « aucune ville n'a été mieux protégée contre le feu que Saint-Henri ».
En 1885, Benoit tombe du cinquième étage d'une tannerie en feu et est gravement blessé.

### Chef de la Brigade du feu de Montréal 1888-1909

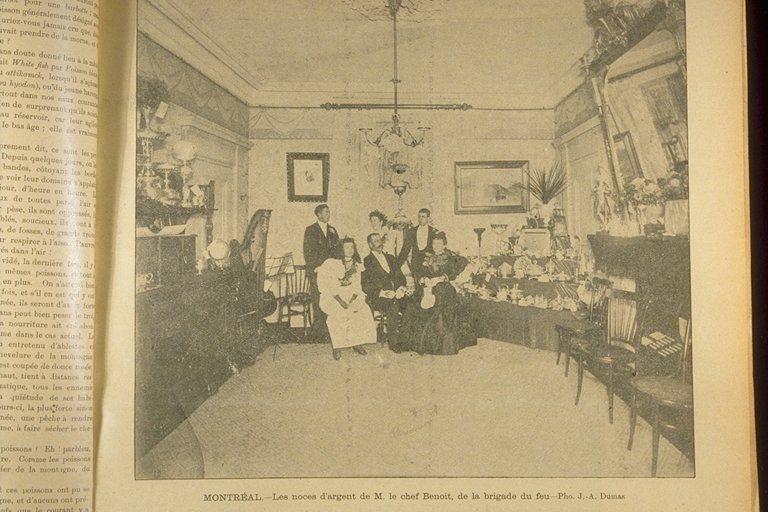
Noces d'argent de Zéphirin Benoit et de Rose de Lima Dussaut qui ont eu 6 enfants

En 1888, la ville de Montréal le nomme chef de la brigade du feu, alors constituée de 170 hommes ; il succède à William Patton.
Il fait des améliorations majeures. En 1889, il instaure une patrouille de surveillance. En 1891, sur sa suggestion, on engage deux médecins dans le service. Benoit augmente le nombre de réservoirs d'eau. Il divise le territoire en trois districts : est, centre et ouest (un quatrième sera ajouté en 1893 à la suite d'annexions). Il propose également l'installation des fils électriques dans les conduits souterrains. En 1893, il mène une inspection des principaux édifices publics et formule des recommandations pour réduire les pertes humaines. Il fait breveter en 1894 un dévidoir à double action qu'il a conçu. La même année, il propose la création d'un fonds de secours pour les pompiers, ce qui sera réalisé en 1898 comme fonds de pension. Enfin, il fonde le premier atelier de réparation en 1898.

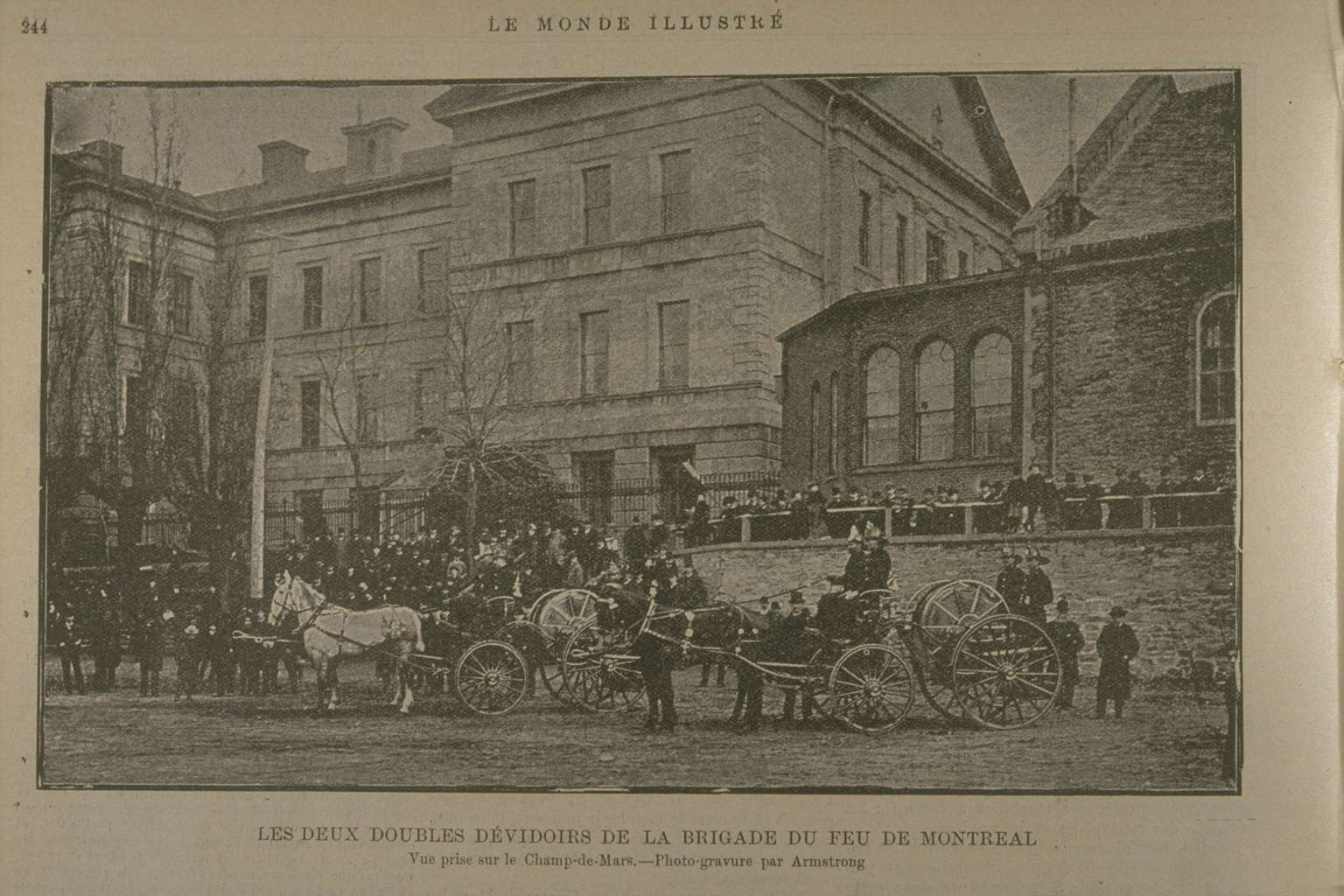
Les deux doubles dévidoirs de la brigade du feu de Montréal (photo prise sur le Champ-de-Mars)

Parmi les plus gros incendies qu'il doit combattre on compte celui de l'asile Saint-Jean-de-Dieu, du pensionnat Villa Maria, des Abattoirs de l'est, du Bureau de commerce de Montréal et de l'hôtel Windsor.
En 1898, Benoît apparaît dans un film muet de Léo-Ernest Ouimet, ce qui en fait l'une des premières stars du cinéma québécois.
Il reçoit la médaille d'or au tournoi international des pompier de Londres en 1896 et la rosette des saveteurs de France en 1900.

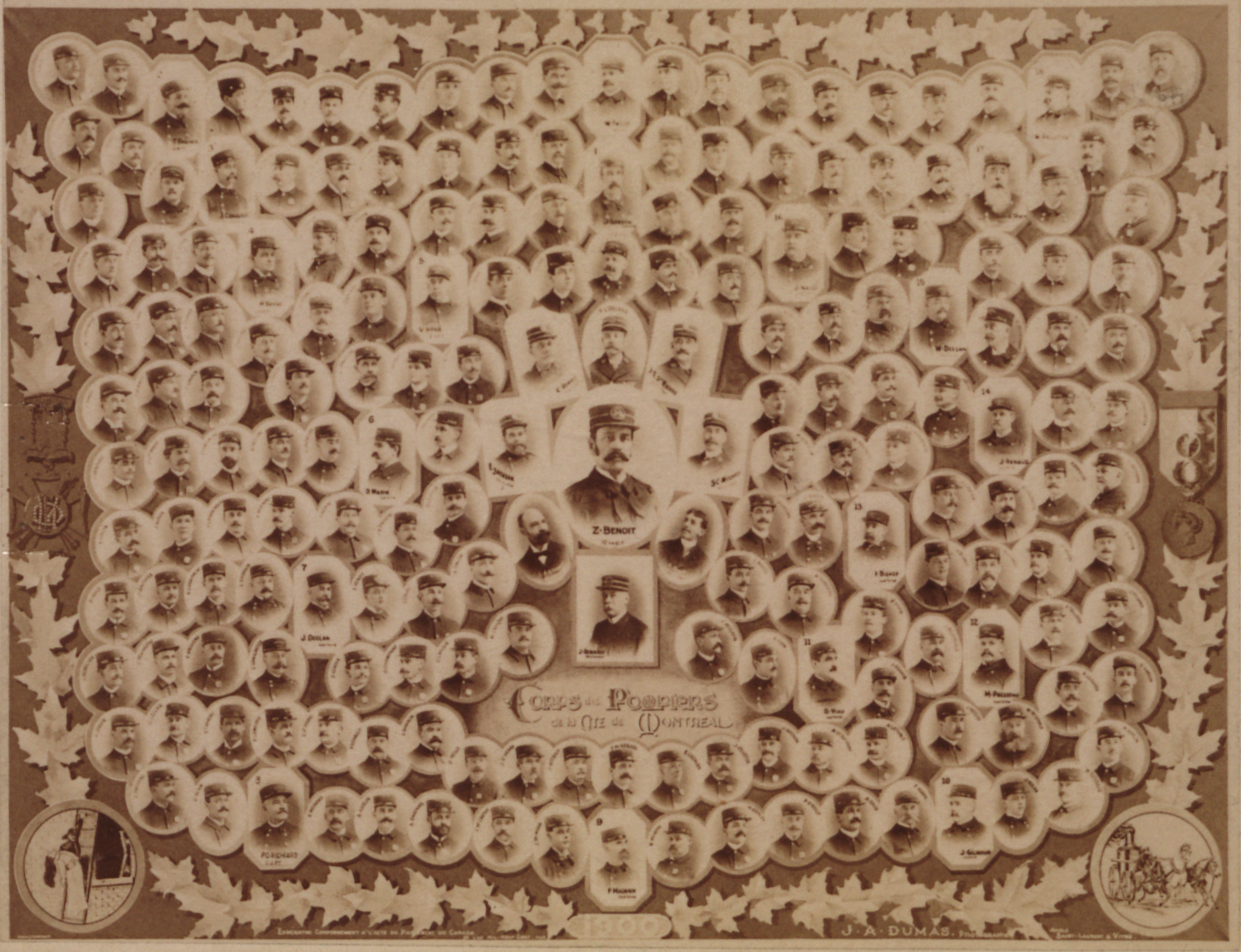
Corps des pompiers de la cité de Montréal, 1900

### Accusation de malversation
Benoit prend sa retraite en 1909. Une commission royale d'enquête sur l'administration de la ville de Montréal, la même année, le déclare responsable de malversation et de mauvaise administration dans les nominations et les promotions. On recommande qu'il ait à rembourser la moitié des frais de l'enquête, 571,20 $, mais la recommandation ne sera pas retenue par le nouveau conseil de ville élu depuis février 1910.
Sa sépulture est située dans le Cimetière Notre-Dame-des-Neiges, à Montréal.

## Honneurs
- Médailles d'or au tournoi international des pompiers de Londres en 1896
- Rosette des sauveteurs de France 1900